# Vườn quốc định Okinawa Senseki
Vườn quốc định Biển Okinawa Okinawa Senseki  (沖縄戦跡国定公園 Okinawa Senseki Kokutei Koen) là một Vườn quốc gia dự kiến bảo vệ khu vực xung quanh chiến trường phía nam Okinawa, Nhật Bản. Nó được thành lập như một công viên tỉnh trong năm 1965 và trở thành Quốc định Vườn quốc gia Nhật Bản vào năm 1972.